# Nahir Oyal
Nahir Oyal, född 17 december 1990 i Södertälje, är en svensk fotbollsspelare som spelar för Södertälje FF.

## Karriär
Oyal gjorde debut som elitspelare inom fotboll med Syrianska FC som han även gjorde allsvensk debut med året 2011. I juli 2011 skrev Oyal på ett 4-årskontrakt (2012, 2013, 2014 och 2015) med Djurgårdens IF. Nahir Oyal blev utlånad till sin förra klubb Syrianska FC till den 30 november 2013; anledningen skall vara enligt källor att Nahir Oyal var inte nöjd med den speltid som han har fått av Djurgården.
I mars 2015 återvände han till Syrianska FC. I februari 2017 värvades Oyal av Arameisk-Syrianska IF, där han skrev på ett ettårskontrakt. I december 2017 förlängde han sitt kontrakt med ett år. I juli 2018 återvände Oyal till Syrianska FC. I december 2018 återvände Oyal till Arameisk-Syrianska IF, där han blev spelande assisterande tränare.
Inför säsongen 2021 gick Oyal till division 4-klubben Södertälje FF. Han gjorde fem mål på sex matcher under säsongen 2021.